# 奥鲍-诺瓦克·维尔莫什

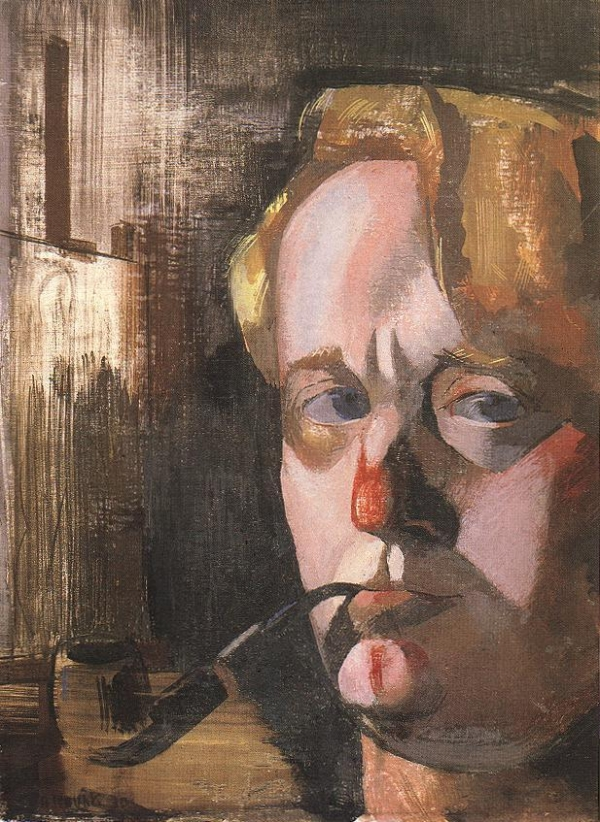
奧鮑-諾瓦克·維爾莫什自畫像

奥鲍-诺瓦克·维尔莫什（1894年3月15日—1941年9月29日）是一位匈牙利画家、平面设计师。他是匈牙利现代艺术——特别是巨幅现代绘画——的原创代表人物。他亦曾在塞格德和布达佩斯绘制濕壁畫和教堂壁画，他因此受到匈牙利贵族的供养。